# Campanula scutellata
Campanula scutellata är en klockväxtart som beskrevs av August Heinrich Rudolf Grisebach. Campanula scutellata ingår i släktet blåklockor, och familjen klockväxter. Inga underarter finns listade i Catalogue of Life.